# ماتياس دي البوكيرك كونت أليجريت
ماتياس دي ألبوكيرك (مواليد أوليندا، مستعمرة البرازيل ، 1580 – وفيات لشبونة، مملكة البرتغال، 9 يونيو 1647)، كان الكونت الأول والوحيد لأليجريت، مسؤولًا وجنديًا برتغاليًا استعماريًا. أطلق عليه لقب "بطل القارتين" لأدائه، بداية من عام 1624، ضد الغزاة الهولنديين للبرازيل المستعمرة ( كابتن بيرنامبوكو ) ودوره، ابتداءً من عام 1641، كجنرال في البرتغال، يقاتل من أجل الملك جون الرابع خلال حرب الاستعادة البرتغالية حيث انتصر في معركة مونتيجو على الإسبان عام 1644. على هذا الانتصار، حصل على لقب كونت أليجريت من قبل الملك.

## سيرته
مُنحت مستعمرة بيرنامبوكو في البرازيل، على سبيل الثقة لأخ ماتياس، دوارتي دي ألبوكيرك كويلو، بموجب نظام النقباء الوراثي ( capitanias ) الذي أنشأه التاج البرتغالي كوسيلة لإدارة ممتلكاتهم في الخارج. أوليندا، وهي بلدة تقع في مرفق بيرنامبوكو، كانت مسقط رأس ماتياس، ولكن عندما كان شاباً، غادر أوليندا متوجهاً إلى ريو دي جانيرو، حيث بدأ مهنته العسكرية.

### نائب حاكم بيرنامبوكو
خدم ثلاث سنوات في شمال إفريقيا. في عام 1620، طلب منه شقيقه دوارتي أن يعمل كوكيل له في حكم بيرنامبوكو. هناك، أعاد السلطة الشخصية لعائلته بعد ما يقرب من خمسين عامًا من المشاركة في الإدارة الاستعمارية فقط كمغيبين. تولى منصب نائب الحاكم في 20 مايو 1620، وذهب مباشرة للعمل في إعداد دفاعات بيرنامبوكو (ظل في المنصب حتى نوفمبر 1627).
في العام التالي، أدى الحجم الضخم للبرازيل إلى تقسيم التاج للمستعمرات إلى مجموعتين (ولايتين)؛ أنشأ الملك فيليب الثاني دولة البرازيل، المستعمرة الأكثر أهمية، وعاصمتها سلفادور، إلى الشمال منها ولاية مارانهاو (مستعمرة)، وعاصمتها ساو لويس.

### محاربة الهولنديين
عندما وقعت الغزوات الأولى لمستعمرة البرازيل في عامي 1624 و 1625، استولى الهولنديون على الفور على سلفادور، عاصمة دولة البرازيل، وأسروا الحاكم العام ديوغو دي ميندونسا فورتادو. عندما وصلت الأخبار إلى السلطات الاستعمارية في أماكن أخرى من "رئاسات" البرازيل تفيد بأن ميندونسا قد تم ترحيله إلى هولندا وسجنه، التقوا في فيتوريا إسبيريتو سانتو وعينوا ماتياس دي ألبوكيرك لشغل منصب الحاكم العام للبرازيل مؤقتًا.

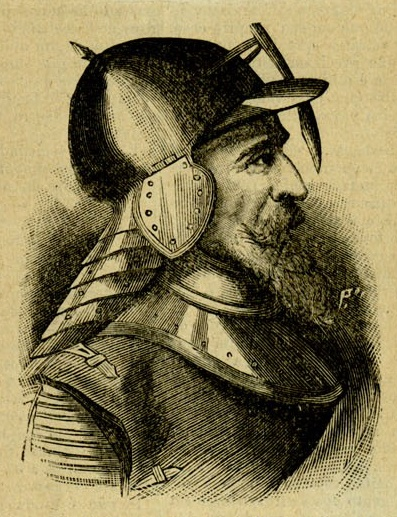
ماتياس دي البوكيرك

بمجرد سقوط باهيا، أعيد تنظيم المقاومة البرتغالية لأول مرة تحت قيادة رئيس الحكومة المؤقتة المعين ذاتيًا، الأسقف ماركوس تيكسيرا، الذي جند حوالي ألفي رجل ولاحقًا، تحت قيادة قائد منطقة ريكونكافو القريبة، فرانسيسكو روليم دي مورا. بسبب مبادرتهم، تعرض الهولنديون لمضايقات مستمرة. تم احتواؤهم في الغالب داخل حدود العاصمة، سلفادور.
عندما تلقى كلمة لأول مرة عن تعيينه، كانت غريزة ألبوكيرك الأولى هي تجميع قواته والسير نحو إغاثة باهيا المحتلة، لكن تم تحذيره بالالتزام وأخذ وقته. من قاعدته في أوليندا، في نهاية عام 1624، أرسل قوات لتعزيز الثوار البرتغاليين المتمركزين في مخيم النهر الأحمر و ريكونكافو في باهيا. في العام التالي تبين أن ديوغو لويس دي أوليفيرا، صاحب الخبرة سيتولى منصب الحاكم العام الدائم.

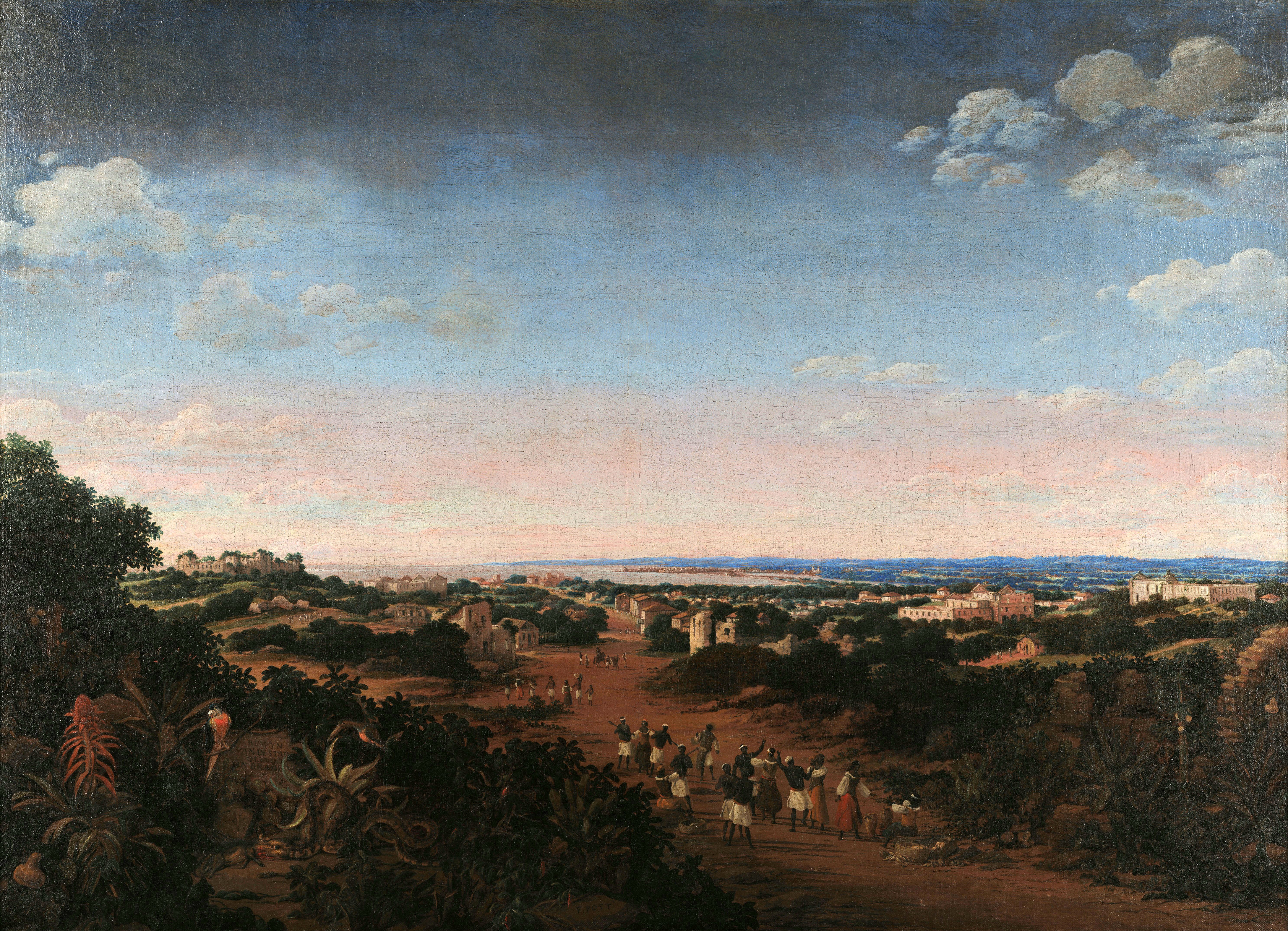
منظر من القرن السابع عشر لأوليندا

لم تبق باهيا طويلاً في حوزة الجمهورية الهولندية. (كان هذا خلال الفترة التي حكم فيها كل من إسبانيا والبرتغال من قبل ملك هابسبورغ الفردي من 1580 إلى 1640). كان الإسبان على علم بالاستيلاء على باهيا قبل الهولنديين بشهر كامل. تم تجميع قوة إغاثة وإرسالها في أسرع وقت ممكن. كانت شركة الهند الغربية تدرك جيدًا قوة الإغاثة الإسبانية، ولكن بسبب سوء الأحوال الجوية، لا يمكن إرسال أسطول هولندي لمساعدة باهيا. كان يُعتقد أيضاً أن الهولنديين سيكونون قادرين على الصمود حتى يتم إرسال المساعدة: لكن كانوا مخطئين. وصل الأسطول، وهو أسطول إسباني برتغالي مكون من 52 سفينة تحت قيادة دون فادريك دي توليدو ‏، في 30 مارس 1625 في خليج سلفادور (باهيا دي سلفادور). بعد حصار استمر لمدة شهر كامل، أجبر الهولنديون على تسليم المدينة في 30 أبريل 1625. سمح البرتغاليون الأسبان لقوة الاحتلال الهولندية وسفنهم بمغادرة باهيا.
تم استدعاء ماتياس دي البوكيرك إلى مدريد للتشاور مع وزراء الملك. هناك، انتشرت شائعات عن الغزو الهولندي الجديد للبرازيل. كاستجابة جزئية، تم تعيين البوكيرك مشرفًا على التحصينات ومفتشًا عامًا لكابتن الشمال في ولاية البرازيل. في الوقت ذاته كانت إسبانيا متورطة في حرب الثلاثين عامًا، وبينما كان التهديد الهولندي للبرازيل يعتبر ذا مصداقية، كان من المرجح أن يتم تخصيص الموارد للعمليات العسكرية في القارة الأوروبية ودعم دفاعات الذهب والفضة - إنتاج المستعمرة التي غذت أساطيل الكنوز في منطقة البحر الكاريبي. عاد ألبوكيرك إلى أمريكا الجنوبية في عام 1629 بالموارد الضئيلة التي يمكن أن توفرها خزانة الملك للدفاع عن البرازيل - القليل من المال عمل فضية, وسبعة وعشرون جنديًا برتغاليًا.

### الغزو الهولندي الثاني
في فبراير 1630، وصل الغزو الهولندي الذي طال انتظاره أخيرًا، وغمر على الفور أوليندا ومينائها ريسيفي. اضطر ألبوكيرك وقواته الصغيرة إلى التراجع، لكن قبل ذلك، تمكنوا من حرق مستودعات السكر في ميناء ريسيفي، ومنعوا شركة الهند الغربية الهولندية من استخدامها وحرمانهم من ربح محتوياتها. أعاد تنظيم الدفاع البرتغالي-الإسباني على أرض مرتفعة في مكان يُدعى معسكر المسيح القديم، في منتصف الطريق تقريبًا بين أوليندا وريسيفي، وبقيامه بذلك، أنشأ موقعًا محصنًا كان من السهل جدًا الدفاع عنه، الموقع المختار، في الغالب تسبب بحصر الهولنديين داخل المدن. حافظ ألبوكيرك على هذا الطوق حتى عام 1635، على الرغم من أن موقعه تعرض لهجمات هولندية متكررة.

### كالابار

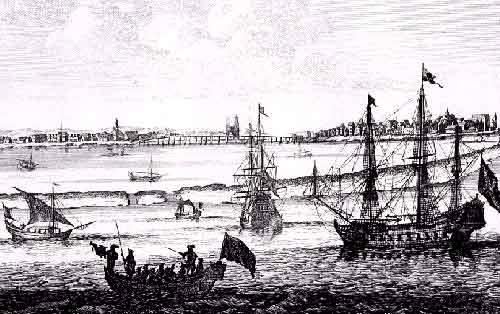
منظر لمدينة موريسيا (ريسيفي) لبيتر شينك، بناءً على رسم من فرانس بوست، 1645

بعض هذه الهجمات على موقع ألبوكيرك كان العقل المدبر لها من قبل رجل يدعى دومينغوس فرنانديز كالابار، مولاتو ولد في بورتو كالفو، ألاغواس، ثم داخل مستعمرة بيرنامبوكو. قبل انتهاء الهدنة التي دامت عشر سنوات بين البرتغال وهولندا في عام 1621، كان التجار الهولنديون يتصلون بانتظام بالموانئ في البرازيل البرتغالية ومن خلال هذه الاتصالات، تمكن كالابار في ريسيفي، من شق طريقه إلى وظيفة بالعمل في شركة الهند الغربية الهولندية.
عندما توترت العلاقات بين البرتغال والهولنديين في عام 1624 بسبب الاستيلاء على باهيا، وجد كالابار نفسه في وضع حساس، ممزقًا بين الولاء لمكان ميلاده والولاء لدافع أجره. بحلول عام 1630، عاد إلى ريسيفي، حيث جعلته معرفته بالجغرافيا المحلية رجلاً ذا قيمة يجب معرفته. أصبح الهولنديون على دراية بالأنهار والجداول والمستنقعات والجزر على طول السواحل، لكن معرفتهم بالداخل كانت معدومة تقريبًا. كتاجر ومهرب عرف كالابار كل منعطف في كل طريق داخلي. في الواقع، كان لديه إحساس رائع بالتضاريس المحلية.
في أبريل 1632، ذهب كالابار إلى السلطات الهولندية وأعرب عن استعداده للمساعدة. سرعان ما أثبت أنه بارع بشكل خاص في تخطيط وتنفيذ الكمائن. نال اسم كالابار انتباه ماتياس دي ألبوكيرك والبرتغاليون الآخرون، وبسبب نجاحاته المتكررة، اكتسب شهرة كبيرة بينهم بسبب ذكاءه وخيانته.
بعد فترة، قرر الهولنديون إخلاء أوليندا وحرقها وركزوا على ريسيفي.

## ملحوظات
1. ↑  The sources differ when stating his birthplace. Some historians claim he was born in Olinda, others claim he was born in Portugal.[1]

## فهرس
- Viana, Helio (1948). Estudos de História Colonial (PDF) (بالبرتغالية). São Paulo: Companhia Editora Nacional. Archived from the original (PDF) on 2022-12-02.

## روابط خارجية
- البوكيرك ، ماتياس دي (1595–1647)

قالب:Governors-general and Viceroys of Portuguese America